# ۳۱۳ (پیش از میلاد)
۳۱۳ (پیش از میلاد) ۳۱۳مین سال قبل از تقویم میلادی است.